# クロイスター

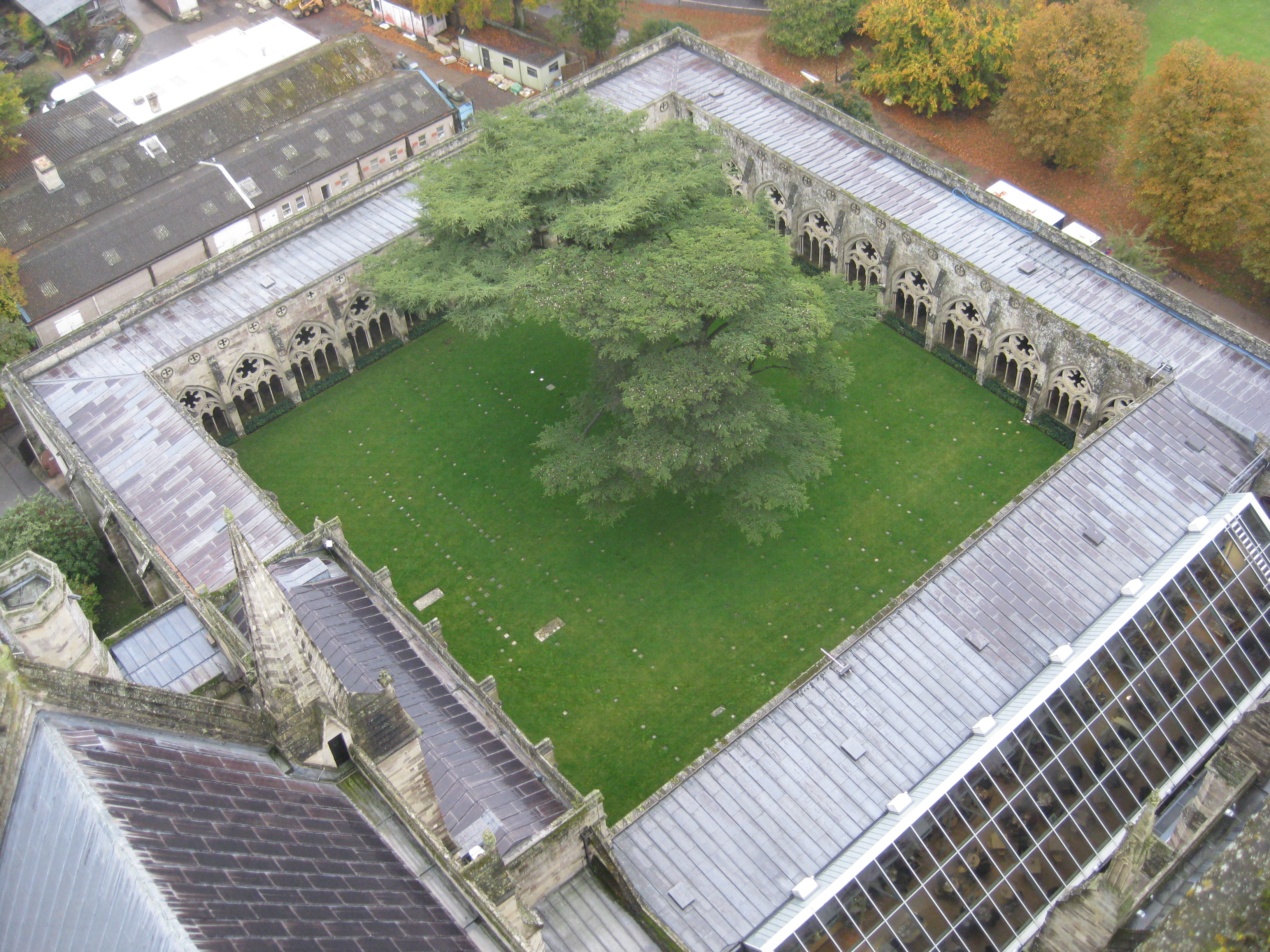
イギリスのソールズベリー大聖堂のクロイスター。

クロイスター（英語: Cloister、ラテン語: claustrum "enclosure"から）は、建築物のパーツの名称である。主に教会や修道院の四角い中庭にあり、四つの側面に沿って作られた通路のことを指す。イタリア語ではキオストロ（chiostro）。屋根付きの歩廊、オープンギャラリーまたはオープンアーケードなどがあり、建物に沿って走って
クワドラングルまたはガース（girth）を形成する。 大聖堂や教会建物へクロイスターを取り付ける際には、一般的に温かい南側に対して取り付けられる。通常、それが修道院建物の一部であることを示し、修道士の世界と農奴や労働者の世界とを切り離している 。
世間から離れた（または閉鎖的な）生活もまた修道士や修道女による修道生活の一面であるが、現代のカトリック教会法の解釈では、英語で囲い込みを表すenclosureは閉鎖を意味するためにも使われ 、ドイツ語などの言語では、ラテン語の親単語 "claustrum"のある形が修道院の換喩としてしばしば用いられる。

## 歴史

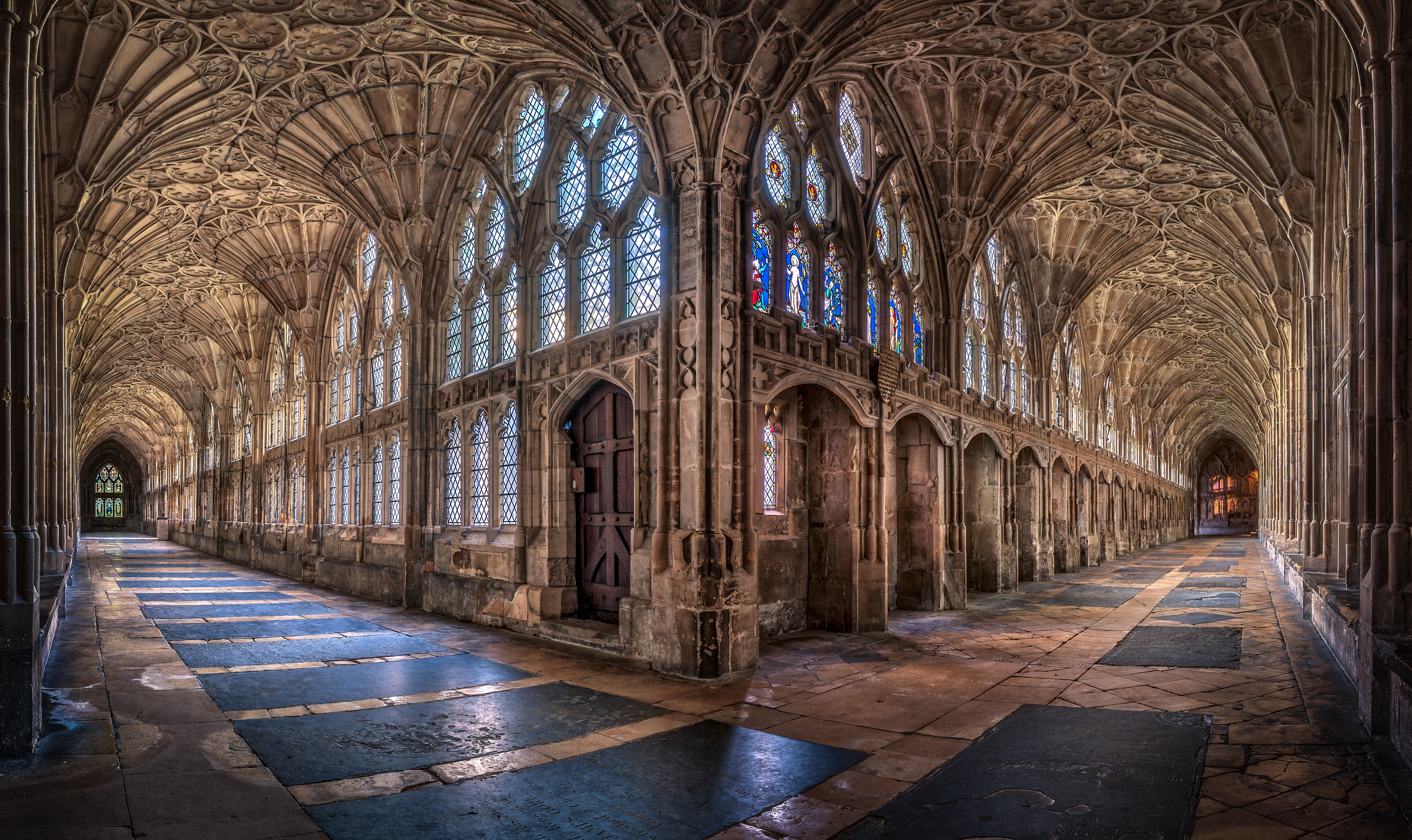
グロスター大聖堂 、イギリスのクロイスター

歴史的に中世初期のクロイスターには、ペリスタイルのグレコローマン式宮殿であるドムス、初期キリスト教施設に前庭を含めたアトリウムと拡張版バシリカ、早期シリア教会の脇に取り付けた半回廊宮殿などのいくつかの前例がある。ウォルター・ホーンが早くに示唆しているが、大パコミオスによりエジプトで確立された共住修道制の共同体では、修道士たちのコミュニティには俗人の農奴がおらず、壁などによるコミュニティ分離を必要としなかったため、結果的にクロイスターが建設されなかった。しかしホーンは例外的にいくつかの初期プロトタイプのクロイスターを見つけている。例えば南部シリア五世紀後半の修道院教会で、Umm-is-Surab（AD 489）にある聖セルギウスと聖バッカスの女子修道院、または Id-DER修道院の列柱の前庭   などだが、半隠遁的な アイルランド修道院の集合式の円形住居や西洋の初期ベネディクト会 の集団的コミュニティには同様のものは見られない。 
カール大帝の時代には、広大で散在する荘園内の独立した修道院の必要性から、閉鎖されたクロイスターという形で「修道院の中の修道院」が生まれ、修道士が平民や使用人の気を散らすことなく聖務できる建築的解決策となった。ホーンは初期の例として、フレデリヒ・ベーンによる発掘調査で明らかになったグンドランド大修道院長のロルシュ修道院（765–74）の旧修道院を挙げている 。以降ロルシュは、ローマ時代後期から続く伝統に従って、フランク人貴族のヴィラ・ルスティカを大幅に変更せずに改造された。また、サン＝リキエ修道院（790-99年）も三位一体 を意識した形で、四隅に礼拝堂がある三角の形をしていた 。インデン（816）とフォントネルの聖ワンドリル修道院（823-33）には、修道院付属の教会に対して左右に設置した四角いクロイスターが建設された。フルダでは、聖遺物に近いという理由で、古い聖ペテロ大聖堂の前庭で親しまれてきた新しいクロイスター（819年）が、教会の礼拝堂の西側に”ローマ風に” 設置された。ジョン・ロックフェラー2世が、1930年から1938年にかけて、マンハッタンに中世様式のクロイスターズ博物館と庭園の建設を発注した。

## ギャラリー

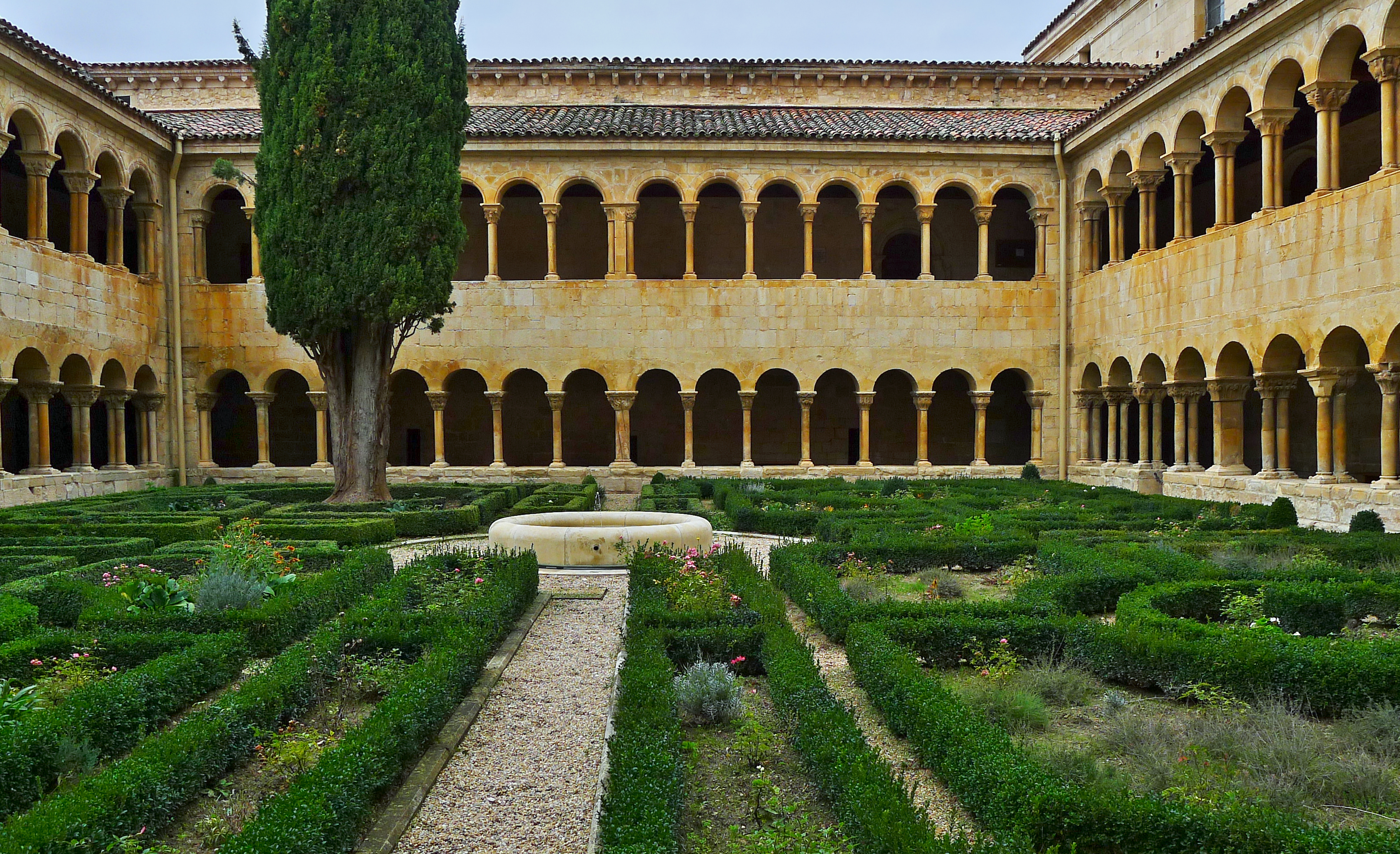
サントドミンゴデシロス、スペインのロマネスク様式クロイスター
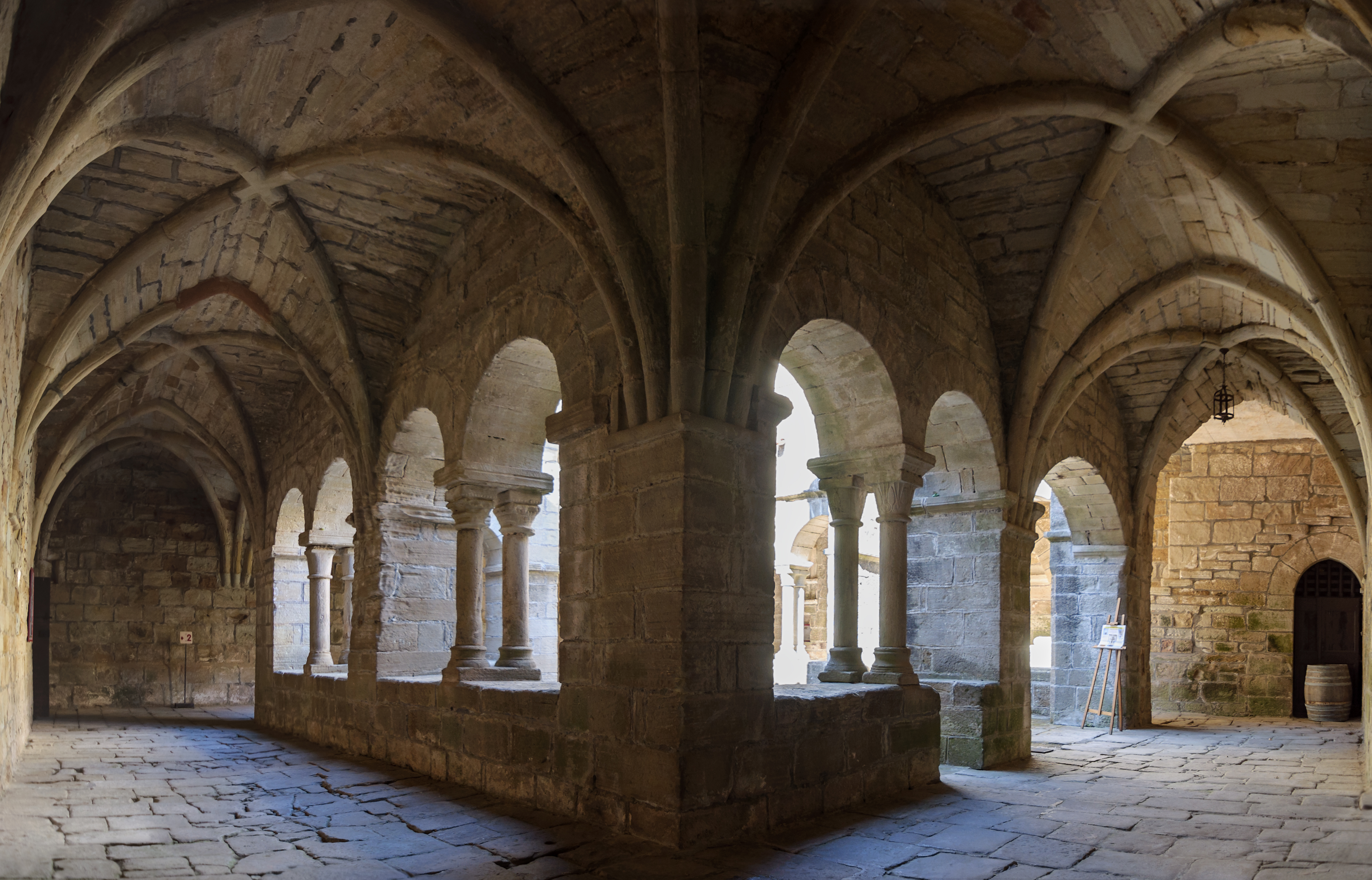
サンミッシェルドグランモント修道院クロイスター（ ラングドックルーション 、フランス）
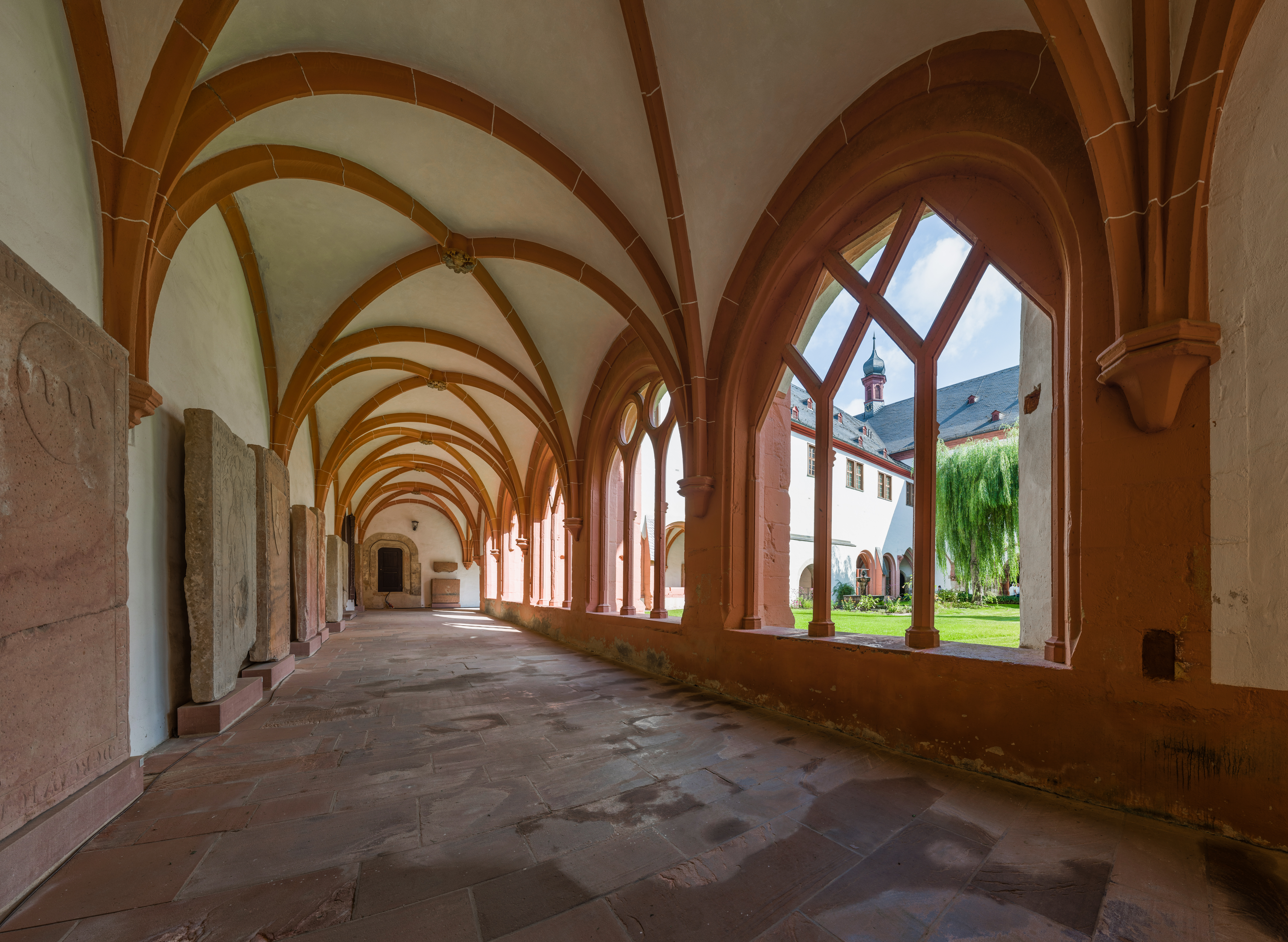
ドイツの旧シトー会エーバッハ修道院クロイスター